# كريستال ماكميلان
كريستال ماكميلان (بالإنجليزية: Chrystal Macmillan)‏ (13 يوليو 1872 – 21 سبتمبر 1937) محامية اسكتلندية وناشطة نسوية وناشطة سلام وأول امرأة تتخرج من قسم العلوم في جامعة إدنبرة وأول من حصلت من النساء على مرتبة الشرف في الرياضيات من نفس الجامعة. كانت ماكميلان ناشطة في مجال حقوق المرأة وخاصة حقها في التصويت، وكانت أول امرأة ترافع في قضية أمام مجلس اللوردات، وأحد مؤسسي رابطة النساء الدولية من أجل السلام والحرية.
تحدثت ماكميلان نيابة عن نساء المملكة المتحدة الساعيات إلى السلام في السنة الأولى من الحرب العالمية الأولى في مجلس النساء الدولي، وهو مؤتمر سلام عُقد في لاهاي. ثم التقت بعد ذلك برؤساء العالم مثل الرئيس وودرو ويلسون الذي كانت بلاده محايدة في ذلك الوقت لتقدم له المقترحات التي صيغت في لاهاي. واستخدم ويلسون هذه المقترحات فيما بعد كبعض من مبادئه الأربعة عشر. وشغلت ماكميلان في نهاية الحرب منصب مندوب في مؤتمر باريس للسلام عام 1919، وساعدت على تشجيع تأسيس عصبة الأمم. وحاولت ماكميلان ولكنها لم تنجح في جعل الرابطة تقر استقلالية جنسية المرأة عن جنسية زوجها.

## بداية مسيرتها المهنية
ولدت جيسي كريستال ماكميلان في 13 يناير 1872 لوالدها جون ماكميلان الذي يعمل سمسار في بورصة أدنبرة وزوجته جيسي كريستال فاينلايسون. كانت ابنة الزوجين الوحيدة بين ثمانية أبناء. دخلت ماكميلان بعد دراستها الابتدائية إلى مدرسة سانت ليوناردز ومدرسة سانت كاثرينز للبنات في سانت أندروز الواقعة في ساحل اسكتلندا الشرقي، ثم عادت للتسجيل في جامعة أدنبرة في أكتوبر عام 1892. كانت ماكميلان من بين أوائل الطالبات في الجامعة، لكنها لم تكن أول من تخرج منهن حيث تقدمن عنها بعض الطالبات اللاتي سبقنها في الدراسة في الجامعة، وحصلت ماكميلان على الماجستير قبل أن تنهي دراستها.
درست ماكميلان مواد علمية تتضمن الرياضيات مع جورج كريستال، والفلك مع رالف كوبلاند، والفلسفة الطبيعية مع بيتر تايت وكارجيل نوت. وحصلت على شهادة البكالوريوس في العلوم في أبريل 1896 وهي أول امرأة في أدنبرة تحصل عليها.
اتجهت ماكميلان إلى برلين في صيف 1896 لاستكمال دراستها، ثم عادت إلى أدنبرة واجتازت اختبارًا في اللغة اليونانية لتدخل كلية الفنون في أكتوبر من عام 1896. ودرست عدد من المواد الاجتماعية منها السياسة، وتخرجت في أبريل من عام 1900. كانت ماكميلان أول امرأة تحصل على درجة الشرف الأولى من أدنبرة في الرياضيات والفلسفة الطبيعية، وعلى درجة الشرف الثانية في الفلسفة الأخلاقية والمنطق. وكانت ماكميلان في ذلك الوقت عضو في جمعية المناظرة للسيدات في أدنبرة التي ساعدتها في اكتساب الثقة في مناقشة النظراء وجه لوجه. وانضمت كذلك إلى جمعية الرياضيات في أدنبرة في مايو 1897 وكانت ثاني عضو من النساء بعد فلورا فيليب التي انضمت إليها في 1896.

## حقوق المرأة
كانت ماكميلان ناشطة في جمعية أدنبرة الوطنية لحق المرأة في الاقتراع. واتحدت مجموعتان للنساء في عام 1897 في بريطانيا العظمى لتصبح الاتحاد الوطني لجمعيات حق المرأة في الاقتراع. وشاركت إلى جانب لويزا ستيفينسون كأعضاء في اللجنة التنفيذية في أدنبرة. وعرفت ماكميلان باسم كريستال ولم تستخدم اسم جيسي أبداً، وهو اسمها عند الولادة واسم والدتها الأول.
حرمت ماكميلان وأربعة خريجات أخرى ات من فرصة التصويت في فبراير من عام 1906 لتحديد مقاعد أعضاء البرلمان الممثلين للجامعة بالرغم من أنهن أعضاء رسميات في المجلس العام في جامعة أدنبرة. احتجت بأن نص كلمات لوائح المجلس العام للتصويت يستخدم كلمة شخص، وأنها هي وبقية الخريجات الأخرى ات أشخاص كذلك. ثم كتبت في مارس إلى إليزبيث كلارك ولستناوم إلمي كاتبة كتيب منح المرأة حق الاقتراع لطلب المساعدة، وأخبرتها أن مصدر معتقداتها هو كتيبها هذا. اقترحت عليها إلمي أن تتواصل مع شارلوت كارمايكل ستوبس وتطلب منها حجج أخرى مفيدة. رفعت ماكميلان القضية أمام محكمة الجامعة في عام 1907 ولكنها خسرت، وكذلك خسرت الاستئناف لاحقاً. توحد المطالبون الاسكتلنديون بحق المرأة في الاقتراع لجمع 1000 جنيه إسترليني لتقديم القضية في مجلس اللوردات آملين في نشر التوعية في بريطانيا العظمي وبيان مدى سخف وظلم حرمان نساء متعلمات مثلهن من التصويت.
حضرت ماكميلان في نوفمبر من عام 1908 إلى لندن بصفتها خريجة جامعية لتناقش حقها بالتصويت لصالح مقاعد الجامعة الاسكتلندية. اضطرت مباني البرلمان أن تعلق بشكل مؤقت الترتيبات التي وُضعت لمنع النساء من الدخول خلال خطابها، وقد أقيمت هذه الترتيبات بعد الإثارة المسلحة التي قام بها بعض المنادون بحق المرأة في الاقتراع. كانت كريستال ماكميلان أول امرأة تناقش القضية أمام مجلس اللوردات.
دُعمت ماكميلان من قبل معاصرتها فرانسيس سيمسون وهي أول ثمانية خريجات من أدنبرة. وتحدثت في ساعة متأخرة من اليوم أمام حشد من الناس لمدة ثلاثة أرباع الساعة، وشبهتها الصحافة ببورتيا الحديثة زوجة بروتس، قاتل يوليوس الشهير، الجميلة والذكية والمثيرة للجدل. كما نقلت الصحف أيضاً أنها بدأت متوترة ثم اشتعلت حماساً بموضوعها وناقشت القانون بصوت مثير للإعجاب. استمرت باستئناف قضيتها بعد يومين، وكانت هذه المرة باحترافية ذاتية كاملة، وكانت مرتدية لباس أحمر داكن وقبعة من الفرو. واستندت في قضيتها على غرار المطالبون الآخرون بحق المرأة في الاقتراع في بريطانيا والولايات المتحدة على كلمة شخص وأشخاص الواردة في تشريع نظام التصويت، واحتجت أن مثل هذه الكلمات الغير محددة لم تكن أساساً لمنع جنس كامل من التصويت. خسرت ماكميلان القضية ولكن صحيفة النيويورك تايمز نقلت أنها ردت على خسارتها للقضية بهذه الكلمات: «سنعيش لنقاتل في يوم أخر.» ولقد سر المطالبون بحق المرأة في التصويت بالشهرة الواسعة التي حظيت بها القضية.
حضرت كريستال في عام 1911 المؤتمر السادس للاتحاد العالمي لحق المرأة في التصويت في ستوكهولم، وباشرت هناك مشروع طويل الأجل بالتعاون مع ماري ستريت رئيسة الاتحاد الألماني لحق المرأة في الاقتراع وماريا فيرون رئيسة الرابطة الفرنسية لحقوق المرأة لتدعيم أحوال حق تصويت المرأة حول العالم بالوثائق.
انتهت الناشطات من كتاب «تطبيق حق المرأة في التصويت» في مايو من عام 1913 بعد سنتين من المراسلة مع ناشطات في حقوق المرأة في مختلف المناطق لجمع المعلومات وقامت كاري تشابمان كات بكتابة مقدمة الكتاب. يصف الكتاب أحوال حق المرأة في الاقتراع في 35 دولة. كانت ماكميلان مسئولة عن الكتابة عن المملكة المتحدة والولايات المتحدة ونيوزلندا وأستراليا والهند والصين وجنوب أفريقيا وخمس دول صغيرة أخرى. ولاحظت أنه في بعض الدول والإمبراطوريات التي يمنع تشريعها المرأة من التصويت كان سبب هذا المنع من التصويت هي الأعراف وحدها. وكتبت من خلال خبرتها الشخصية وملاحظاتها الخارجية للناشطات في حقوق المرأة أيضاً.
حضرت ماكميلان في عام 1913 المؤتمر السابع للاتحاد العالمي لحق المرأة في التصويت في بودابست وبدأت في شغل مركز نائبة الرئيس في الاتحاد، وشغلت هذا المركز لمدة عشرة سنوات. كما ألفت كتيب في عام 1914 من 30 صفحة تحت عنوان حقائق وأوهام في حق المرأة في الاقتراح والذي تكفل الاتحاد الوطني لجمعيات حق المرأة في الاقتراع بنشره.

## ناشطة سلام
عندما بدأت الحرب العالمية الأولى بحثت ماكميلان عن أنشطة سلام في اتحاد جمعيات حقوق المرأة، ولكنها وجدت غالبية النساء البريطانيات يعملن على مساعدة الرجال في الحرب. لم يكن نشاط ماكميلان من أجل السلام ساكن، فسرعان ما توجهت حين بدأ القتال إلى هولندا في مهمة سلام، وكانت في أواخر أكتوبر من عام 1914 في هولندا تقدم الطعام للاجئين، ووقعت رسالة عيد ميلاد مفتوحة؛ رسالة تسعى إلى نشر السلام بين نساء الدول المشاركة في الحرب.